# Arthur Sewall
Arthur Sewall (Bath, dans le Maine, 25 novembre 1835 - 5 septembre 1900) était un homme d'affaires et un homme politique américain du Maine.
Il est surtout connu pour avoir été le candidat malheureux à la vice-présidence des États-Unis, au côté de William Jennings Bryan en 1896. Bien qu'il ait été membre du comité national du Parti démocrate de 1888 à 1896, il n'a jamais assumé de mandat électif.

## Biographie
Arthur Sewall est le descendant d'Henry Sewall, ancien maire de Coventry ayant migré en Amérique, père du juge Samuel Sewall.
Le père d'Arthur Sewall était constructeur naval. Après être entrés dans la société paternelle, Arthur et son frère aîné Edward la reprirent en s'associant en 1854. À la mort d'Edward, en 1876, Arthur devint le principal dirigeant de la firme, dans laquelle il fit entrer son fils William D. Sewall. Grand capitaliste, Arthur Sewall investissait également dans les chemins de fer.
Sa fortune assurée, il se lança en politique dans les années 1880, au sein du Parti démocrate. Il était alors l'ami du président Grover Cleveland, qui nomma son fils, Harold M. Sewall (1860-1924), consul général à Samoa. Cette amitié fut endommagée quand le président décida de remplacer Harold par un autre diplomate. Protestant contre sa révocation, Harold Sewall entra alors au Parti républicain, poursuivant sa carrière de diplomate sous les présidences républicaines de Benjamin Harrison et William McKinley.
Son père resta cependant fidèle au Parti démocrate, qui le choisit pour candidat à la vice-présidence dans la perspective de l'élection de 1896, comptant sur ce riche constructeur naval pour financer une partie de la campagne. Son profil de grand bourgeois de la Nouvelle-Angleterre permettait également de compenser la tendance populiste du jeune candidat à la présidence, William Jennings Bryan, issu du Midwest rural.
De confession protestante, Arthur Sewall était un adepte des doctrines théologiques d'Emanuel Swedenborg.